# Pedagogika krytyczna
Pedagogika krytyczna — nurt w pedagogice podważający założenia, działania i wyniki edukacji uważane za oczywiste w edukacji instytucjonalnej. Postuluje  wewnątrzinstytucjonalny wysiłek pedagogów polegający na podnoszeniu kwestii nierówności społecznych. Pedagogika krytyczna uważana jest za odpowiedź na dominację instytucjonalną i ideologiczną, zwłaszcza w systemie kapitalistycznym.

## Założenia
- Społeczeństwo powinno być otwarte na dialog
- Człowieka trzeba przygotować do odpowiedzialnego uczestnictwa w tym dialogu
- Trzeba określić sposoby działania zbliżające świat (od tego jaki jest) do tego jaki powinien być

## Inspiracje
- Marksistowska krytyka ideologii – tzw. fałszywa świadomość przeszkadza w rozumieniu społecznego zniewolenia
- Frankfurcka szkoła filozoficzna – formy kultury jako przejawy politycznej dominacji
- Teoria krytyczna – interpretacje uwzględniające kontekst zjawisk np. polityczny oraz przekraczające myślenie tylko z jednej pozycji (ideologicznej)

## Zadania
1) Odsłanianie mechanizmów dominacji:
- badania nad ukrytym programem
- badania nad oporem edukacyjnym
- badania nad przebiegiem reprodukcji kulturowej

2) Wychowywanie ludzi tak, by byli zdolni do zmiany świata:
- kształtowanie krytycznej postawy wobec rzeczywistości
- kwestionowanie oczywistości

## Strategia
- Polityka różnicy – dostrzegać i akceptować różnice społeczne
- Polityka głosu – dopuszczać różnorodność wypowiedzi i uczyć zabierania głosu we własnych sprawach
- Upełnomocnienie – uczyć działania na rzecz zmiany społecznej

## Nauczyciel
Przedstawiciele pedagogiki krytycznej, w tym Paulo Freire, Henry Giroux i Peter McLaren postulują, że nauczyciel powinien być "transformatywnym intelektualistą" (samo pojęcie stworzone zostało przez Giroux), a więc sprzymierzeńcem słabszych grup społecznych, a także tłumaczem między człowiekiem a złożonym światem społecznym. Powinien on pomagać w krytycznym rozumieniu świata, przede wszystkim wskazując nierówności w społeczeństwie.

## Literatura
Inni autorzy tekstów w nurcie pedagogiki krytycznej to Michael Apple, Antonia Darder, bell hooks, Gloria Ladson Billings, Peter McLaren, Joe L. Kincheloe, Howard Zinn, Donaldo Macedo, Sandy Grande.
Inni krytyczni pedagodzy, znani bardziej ze swojej postawy wspierającej descholaryzację społeczeństw i unschooling, to Ivan Illich, John Holt, Ira Shor, John Taylor Gatto i Matt Hern.
Wiele prac odnosi się do anarchizmu, feminizmu, marksizmu, postkolonializmu oraz teorii Edwarda Saida, Antonio Gramsciego i Michael Foucalta.

## Główni myśliciele
- Paulo Freire
- Henry Giroux
- Peter McLaren
- Ivan Illich